# Великововнянська сільська рада
| Великововнянська сільська рада — колишній орган місцевого самоврядування у Таращанському районі Київської області з адміністративним центром у с. Велика Вовнянка. Водоймища на території, підпорядкованій даній раді: річка Велика Хвиля. Сільській раді були підпорядковані населені пункти: - с. Велика Вовнянка |

## Склад ради
Рада складалася з 12 депутатів та голови.

### Керівний склад ради
| ПІБ                     | Основні відомості                                                                  | Дата обрання | Дата звільнення |
| ----------------------- | ---------------------------------------------------------------------------------- | ------------ | --------------- |
| Недужий Іван Михайлович | Сільський голова, 1961 року народження, освіта, член Соціалістичної партії України | 26.03.2006   | 31.10.2010      |
| Недужий Іван Михайлович | Сільський голова, 1961 року народження, освіта вища, член Партії регіонів          | 31.10.2010   |                 |

Примітка: таблиця складена за даними джерела